# M-Bus
M-Bus (ang.) Meter-Bus – szyna danych opracowana do przesyłania wskazań z mierników np. gazomierzy, liczników energii elektrycznej, przyrządów pomiarowych automatyki w przemyśle.

## Zgodność
Szyna M-Bus powstała zgodnie z normą CENTC 176 WG 4, a protokół transmisji M-Bus jest zgodny z EN1434.

## Specyfikacja
Specyfikacja M-Bus składa się z:
- protokołu komunikacyjnego – warstwa aplikacyjna tego protokołu pochodzi z normy EN1434-3.
- interfejsu elektrycznego (36V) – z tego powodu jest konieczny konwerter sprzętowy.

## Warstwa sprzętowa
Stosunkowo specjalizowana sfera zastosowań M-Bus narzuca specyficzne wymagania. Musi zapewnić podłączenie dużej ilości urządzeń (do kilkuset) na odległość kilku kilometrów. Transmisja danych musi być bardzo dobrze zabezpieczona przeciw wystąpieniu błędów. Z drugiej strony typową właściwością jest niezbyt częste odczytywanie mierzonych wartości z niskimi wymogami na odzewy w czasie rzeczywistym - szybkość transmisji waha się w granicach od 300 do 9600 bodów.
Magistrala oparta na M-Bus spełnia dodatkowe wymagania, takie jak zdalne zasilanie modułu komunikacyjnego uczestniczącego w transmisji, tak by transmisja nie obciążała głównego modułu zliczającego, który jest najczęściej zasilany bateryjnie.
Wykorzystując serwer OPC możliwe jest udostępnianie danych w standardzie OPC z każdego urządzenia (licznika) obsługującego komunikację w standardzie M-Bus. Ponieważ komputery nie są wyposażane w interfejs MBUS, dlatego - aby móc korzystać z tego serwera OPC - należy użyć konwertera RS-232 na M-Bus, który zmienia standard elektryczny interfejsu szeregowego.